# Sundance (station de ski)
Le Sundance Resort est une station de sports d'hiver située dans l'Utah, aux États-Unis. La station se trouve à une vingtaine de kilomètres au nord de Provo, son domaine skiable se monte à 1,8 km2 pour une surface totale de 20,2 km2.
Si les sports d'hiver sont pratiqués à Sundance depuis 1944, la station doit sa renommée à l'acteur Robert Redford qui en fait l'acquisition en 1968,.
La station a donné son nom au festival du film de Sundance qui se tient à Park City et au Sundance Institute, deux institutions du cinéma indépendant.